# Jokasta (mjesec)
Jokasta (također Jupiter XXIV) je prirodni satelit planeta Jupiter, iz grupe Ananke. Retrogradni nepravilni satelit s oko 5 kilometara u promjeru i orbitalnim periodom od 609.427 dana.